# 日本の教員養成機関一覧
日本の教員養成機関一覧（にほんのきょういんようせいきかんいちらん）は、全国の教員養成機関の一覧である。
正確な情報は各養成機関のHPなどを確認する必要がある。

## 国語・書道

### 国立
- 北海道大学：文学部人文科学科（中・高）
- 北海道教育大学[注 1] [注 2]
  - 教育学部（札幌校）言語・社会教育専攻国語教育分野（中）
  - 教育学部（旭川校）国語教育専攻（中）
  - 教育学部（釧路校）
    - 地域学校教育実践専攻国語教育実践分野（中）
    - 学校カリキュラム開発専攻国語分野（中）

  - 教育学部（函館校）国際地域学科地域協働専攻国際協働グループ（中・高）
- 弘前大学
  - 人文社会科学部文化創生課程（中・高）
  - 教育学部学校教育教員養成課程（中・高）
- 岩手大学
  - 人文社会科学部人間文化課程（中・高）
  - 教育学部学校教育教員養成課程（中・高）
- 宮城教育大学：教育学部学校言語・社会系教育コース（中・高）
- 秋田大学：教育文化学部学校教育課程（中・高）
- 山形大学
  - 人文社会科学部人文社会科学科（中・高）
  - 地域教育文化学部地域教育文化学科児童教育コース（中・高）
- 福島大学：人文社会学群人間発達文化学類（中・高）
- 茨城大学
  - 人文社会科学部人間文化学科（中・高）
  - 教育学部学校教育教員養成課程（中・高・書道）
- 筑波大学
  - 人文・文化学群
    - 人文学類（中・高）
    - 比較文化学類（中・高）
    - 日本語・日本文化学類（中・高）

  - 芸術専門学群（書道）
- 宇都宮大学：共同教育学部学校教育教員養成課程（中・高）
- 群馬大学：共同教育学部学校教育教員養成課程（中・高）
- 埼玉大学
  - 教養学部教養学科（中・高）
  - 教育学部学校教育教員養成課程（中・高）
- 千葉大学
  - 教育学部学校教育教員養成課程（中・高）
  - 文学部人文学科日本・ユーラシア文化コース（中・高）
- 東京大学
  - 文学部人文学科（中・高）
  - 教養学部教養学科（中・高）
- 東京外国語大学：国際日本学部国際日本学科（中・高）
- 東京学芸大学：教育学部（中・高・書道）
- お茶の水女子大学：文教育学部言語文化学科（中・高）
- 横浜国立大学：教育学部学校教育教員養成課程（中・高・書道）
- 新潟大学
  - 人文学部人文学科（中・高）
  - 教育学部学校教育教員養成課程（中・高）
- 上越教育大学：学校教育学部（中・高）
- 富山大学
  - 人文学部人文学科（中・高）
  - 教育学部共同教員養成課程（中・高）
- 金沢大学
  - 人間社会学域
    - 人文学類（中・高）
    - 学校教育学類共同教員養成課程（中・高）
    - 国際学類（中・高）
- 福井大学：教育学部学校教育課程（中・高）
- 山梨大学：教育学部言語教育コース国語教育系（中・高・書道）
- 信州大学
  - 人文学部人文学科（中・高）
  - 教育学部学校教育教員養成課程（中・高）
- 岐阜大学：教育学部学校教育教員養成課程（中・高）
- 静岡大学
  - 人文社会科学部言語文化学科（中・高）
  - 教育学部学校教育教員養成課程（中・高・書道）
- 名古屋大学：文学部人文学科
- 愛知教育大学：教育学部学校教育教員養成課程（中・高・書道）
- 三重大学
  - 人文学部文化学科（中・高）
  - 教育学部学校教育教員養成課程（中・高）
- 滋賀大学：教育学部学校教育教員養成課程（中・高・書道）
- 京都大学
  - 総合人間学部総合人間学科（中・高）
  - 文学部人文学科（中・高）
- 京都教育大学：教育学部学校教育教員養成課程（中・高・書道）
- 大阪大学
  - 文学部人文学科（中・高）
  - 外国語学部外国語学科（中・高）
- 大阪教育大学
  - 教育学部
    - 学校教育教員養成課程（中・高・書道）
    - 教育協働学科（中・高）
- 兵庫教育大学：学校教育学部学校教育教員養成課程（中・高）
- 神戸大学：文学部人文学科（中・高）
- 奈良教育大学：教育学部学校教育教員養成課程（中・高・書道）
- 奈良女子大学：文学部言語文化学科（中・高・書道）
- 和歌山大学：教育学部学校教育教員養成課程（中・高）
- 鳥取大学：地域学部地域学科国際地域文化コース（中・高）
- 島根大学
  - 法文学部言語文化学科（中・高）
  - 教育学部学校教育課程（中・高・書道）
- 岡山大学
  - 文学部人文学科（中・高）
  - 教育学部学校教育教員養成課程（中・高）
- 広島大学
  - 文学部人文学科（中・高）
  - 教育学部（中・高）
- 山口大学
  - 人文学部人文学科（中・高）
  - 教育学部学校教育教員養成課程（中・高）
- 徳島大学：総合科学部社会総合科学科国際教養コース（中・高）
- 鳴門教育大学：学校教育学部学校教育教員養成課程（中・高）
- 香川大学：教育学部学校教育教員養成課程（中・高・書道）
- 愛媛大学
  - 法文学部人文社会学科
    - 昼間主コース（中・高）
    - 夜間主コース（中・高）

  - 教育学部学校教育教員養成課程（中・高・書道）
- 高知大学
  - 人文社会科学部人文社会科学科（中・高）
  - 教育学部学校教育教員養成課程（中・高）
- 九州大学：文学部人文学科（中・高）
- 福岡教育大学：教育学部（中・高・書道）
- 佐賀大学：教育学部学校教育課程（中・高・書道）
- 長崎大学：教育学部学校教育教員養成課程（中・高・書道）
- 熊本大学
  - 文学部文学科（中・高）
  - 教育学部学校教育教員養成課程（中・高）
- 大分大学：教育学部学校教育教員養成課程（中・高）
- 宮崎大学：教育学部学校教育課程（中・高）
- 鹿児島大学
  - 法文学部人文学科（中・高）
  - 教育学部学校教育教員養成課程（中・高・書道）
- 琉球大学
  - 人文社会学部琉球アジア文化学科（中・高）
  - 教育学部学校教育教員養成課程（中・高）

## 職業指導
国立
- 愛知教育大学：教育学部学校教員養成課程（中・高）

私立
- 学習院大学：文学部心理学科（中・高）

## 看護
国立
- 弘前大学：医学部保健学科看護学専攻

私立
- 八戸学院大学：健康医療学部人間健康学科
- 女子栄養大学：栄養学部保健栄養学科保健養護専攻
- 藍野大学：医療保健学部看護学科
- 吉備国際大学：看護学部看護学科
- 広島文化学園大学：看護学部看護学科
- 福山平成大学：看護学部看護学科
- 四国大学：看護学部看護学科
- 西南女学院大学：保健福祉学部看護学科
- 福岡大学：医学部看護学科
- 九州看護福祉大学：看護福祉学部看護学科

## 水産
国立
- 北海道大学
  - 水産学部
    - 海洋生物科学科
    - 海洋資源科学科
    - 増殖生命科学科
    - 資源機能化学科
- 東京海洋大学
  - 海洋生命科学部
    - 海洋生物資源学科
    - 食品生産科学科
    - 海洋政策文化学科
    - 水産教員養成課程

  - 海洋資源環境学部
    - 海洋環境科学科
    - 海洋資源エネルギー学科
- 三重大学：生物資源学部生物資源学科
- 高知大学：農林海洋科学部海洋資源科学科
- 九州大学：農学部生物資源環境学科
- 長崎大学：水産学部水産学科
- 宮崎大学：農学部海洋生物環境学科
- 鹿児島大学
  - 水産学部
    - 水産学科
    - 国際食料資源学特別コース水産学系サブコース

公立
- 福井県立大学
  - 海洋生物資源学部
    - 海洋生物資源学科
    - 先端増養殖科学科

私立
- 日本大学：生物資源科学部海洋生物学科
- 近畿大学：農学部水産学科
- 福山大学：生命工学部海洋生物科学科

## 福祉
国立
- 筑波大学：人間学群障害科学類

公立
- 旭川市立大学：保健福祉学部コミュニティ福祉学科
- 名寄市立大学：保健福祉学部社会福祉学科
- 福井県立大学：看護福祉学部社会福祉学科
- 長野大学：社会福祉学部社会福祉学科
- 京都府立大学：公共政策学部福祉社会学科
- 山口県立大学：社会福祉学部社会福祉学科

私立
- 藤女子大学：人間生活学部人間生活学科
- 北海道医療大学：看護福祉学部福祉マネジメント学科
- 仙台大学：体育学部健康福祉学科
- 東北福祉大学：総合福祉学部社会福祉学科
- 茨城キリスト教大学：生活科学部心理福祉学科
- 群馬医療福祉大学：社会福祉学部社会福祉学科社会福祉専攻
- 東京福祉大学
  - 社会福祉学部
    - 社会福祉学科
    - 社会福祉学科通信教育課程

  - 心理学部心理学科
  - 保育児童学部保育児童学科
- 文教大学
  - 人間科学部
    - 人間科学科
    - 臨床心理学科
    - 心理学科
- 聖徳大学
  - 通信教育部心理・福祉学部社会福祉学科
  - 心理・福祉学部社会福祉学科
- 上智大学：総合人間科学部社会福祉学科
- 日本社会事業大学
  - 社会福祉学部
    - 福祉計画学科
    - 福祉援助学科
- 早稲田大学：人間科学部健康福祉科学科
- 田園調布学園大学：人間福祉学部共生社会学科
- 金城大学：人間社会科学部社会福祉学科
- 岐阜協立大学：経済学部公共政策学科
- 東海学院大学：健康福祉学部総合福祉学科
- 静岡英和学院大学：人間社会学部コミュニティ福祉学科
- 金城学院大学：人間科学部コミュニティ福祉学科
- 同朋大学
  - 社会福祉学部社会福祉学科
    - 社会福祉専攻
    - 心理学専攻
- 日本福祉大学：社会福祉学部社会福祉学科人間福祉専修
- 同志社大学：社会学部社会福祉学科
- 花園大学
  - 社会福祉学部
    - 社会福祉学科
    - 臨床心理学科
- 佛教大学
  - 通信教育課程社会福祉学部社会福祉学科
  - 社会福祉学部社会福祉学科
- 四天王寺大学：社会学部人間福祉学科
- 神戸学院大学：総合リハビリテーション学部社会リハビリテーション学科
- 兵庫大学：生涯福祉学部社会福祉学科
- 川崎医療福祉大学：医療福祉学部医療福祉学科
- ノートルダム清心女子大学：人間生活学部人間生活学科
- 美作大学：生活科学部社会福祉学科
- 福山平成大学：福祉健康学部福祉学科
- 徳島文理大学：保健福祉（徳島）学部人間福祉学科
- 久留米大学：文学部社会福祉学科
- 西南学院大学：人間科学部社会福祉学科
- 筑紫女学園大学：人間科学部人間科学科社会福祉コース
- 西九州大学：健康福祉学部社会福祉学科
- 鎮西学院大学：現代社会学部社会福祉学科
- 長崎国際大学：人間社会学部社会福祉学科
- 長崎純心大学：人文学部福祉・心理学科ケアワークコース
- 九州看護福祉大学：看護福祉学部社会福祉学科
- 熊本学園大学：社会福祉学部社会福祉学科
- 日本文理大学：経営経済学部経営経済学科
- 鹿児島国際大学：福祉社会学部社会福祉学科

## 商船
国立
- 東京海洋大学
  - 海洋工学部
    - 海事システム工学科
    - 海洋電子機械工学科機関システム工学コース